# Barão de Antonina
Barão de Antonina é um município brasileiro do estado de São Paulo. Localiza-se a uma latitude 23º37'37" sul e a uma longitude 49º33'41" oeste, estando a uma altitude de 559 metros. Sua população estimada em 2004 era de 2.674 habitantes.

## História

### Formação territorial-administrativa
Histórico da formação do município:
- Núcleo colonial criado com o nome de "Barão de Antonina" pelo Decreto nº 4.740, de 16/07/1930.

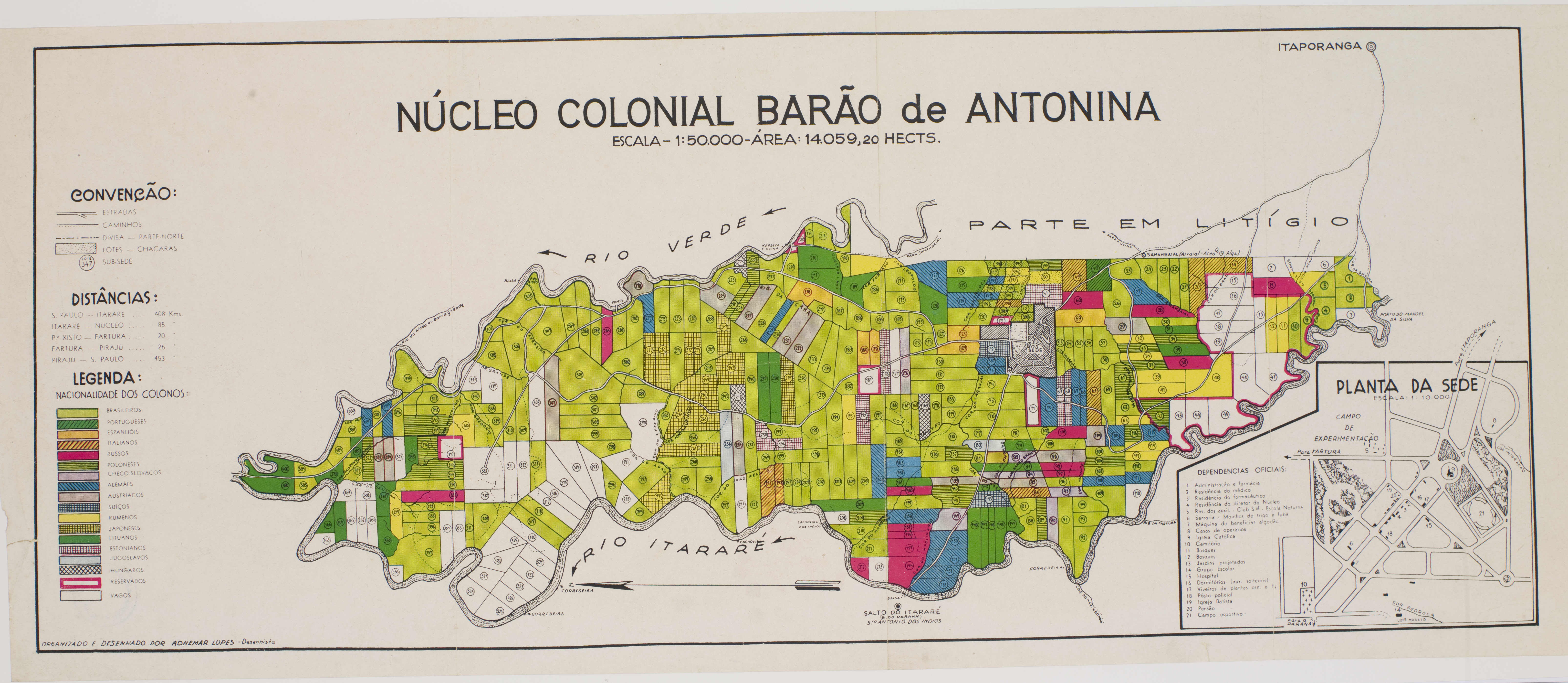
Núcleo Colonial Barão de Antonina (década de 1930).

- Distrito criado no município de Itaporanga pelo Decreto-Lei nº 14.334, de 30/11/1944.
- Município criado pela Lei nº 8.092, de 28/02/1964

## Geografia
Localiza-se no Sudoeste do estado de São Paulo, região de Avaré. Faz divisa com o Paraná e é banhado pelos: Rio Verde e rio Itararé. Possui uma área de 154,9 km².

### Hidrografia
- Rio Itararé
- Rio Verde

### Rodovias
- SP-281

## Demografia

### População
| Crescimento populacional                             | Crescimento populacional | Crescimento populacional | Crescimento populacional |
| Ano                                                  | População Total          |                          | %±                       |
| ---------------------------------------------------- | ------------------------ | ------------------------ | ------------------------ |
| 1970                                                 | 4 345                    |                          | —                        |
| 1980                                                 | 3 950                    |                          | −9,1%                    |
| 1991                                                 | 3 028                    |                          | −23,3%                   |
| 2000                                                 | 2 794                    |                          | −7,7%                    |
| 2010                                                 | 3 116                    |                          | 11,5%                    |
| 2022                                                 | 3 531                    |                          | 13,3%                    |
| Est. 2024                                            | 3 618                    | [ 8 ]                    | 2,5%                     |
| Fontes: Censos Demográficos IBGE e Estimativas SEADE |                          |                          |                          |

### Dados demográficos
Dados do Censo - 2000
População Total: 2.794
- Urbana: 1.648
- Rural: 1.146
- Homens: 1.429
- Mulheres: 1.365

Densidade demográfica (hab./km²): 18,04
Mortalidade infantil até 1 ano (por mil): 29,34
Expectativa de vida (anos): 65,27
Taxa de fecundidade (filhos por mulher): 2,66
Taxa de Alfabetização: 85,17%
Índice de Desenvolvimento Humano (IDH-M): 0,706
- IDH-M Renda: 0,634
- IDH-M Longevidade: 0,671
- IDH-M Educação: 0,812

(Fonte: IPEADATA)

## Política e administração
- Prefeito: Rodrigo Waldemar Marques (Rodrigão)(PDT) (2021/2024)
- Vice-prefeito: Odair José Ferreira de Souza (Odair da Serra) (PROS)
- Presidente da câmara: Wilson Machado (PSDB) (2017/2018)

## Infraestrutura

### Comunicações
O sistema de telefones automáticos foi inaugurado na cidade em 1977 pela Telecomunicações de São Paulo (TELESP), que também implantou o sistema de discagem direta à distância (DDD) em 1980 com o código de área (0155). Anteriormente a cidade era atendida pela Companhia de Telecomunicações do Estado de São Paulo (COTESP).
Na década de 90 o código DDD da cidade foi alterado para (015), para padronização do sistema telefônico com a telefonia celular que estava sendo implantada em todo o estado.

## Religião
O Cristianismo se faz presente na cidade da seguinte forma:

### Igreja Católica
- A igreja faz parte da Diocese de Itapeva.[16]

### Igrejas Evangélicas
- Assembleia de Deus Ministério do Belém.[17][18]
- Congregação Cristã no Brasil.[19]